# Il coraggio di andare
Il coraggio di andare è un singolo della cantante italiana Laura Pausini, in duetto con Biagio Antonacci, pubblicato il 20 novembre 2018 come quinto estratto dal tredicesimo album in studio Fatti sentire, più precisamente nella riedizione Fatti sentire ancora.

## Descrizione
Il brano, pubblicato su Fatti sentire, è stato scritto da Tony Maiello e Laura Pausini. Maiello è autore anche delle musiche assieme a Marco Salvati, Enrico Palmosi e Marco Rettani.
Il brano parla del coraggio di ripartire da zero, nonostante le paure e le difficoltà e racchiude il significato che dà il titolo all'album Fatti sentire: Fai quello che sei senza mai vergognarti, non cambiare mai per piacere agli altri, fatti sentire perché tu sei importante.
Per promuovere il cofanetto Fatti sentire ancora, composto da CD+DVD+libro, Laura Pausini ha reinterpretato il brano duettando con Biagio Antonacci.

## Video musicale
Il videoclip, girato a metà ottobre 2018 a Bologna, è stato diretto da Gaetano Morbioli e vede protagonisti sia Laura Pausini che Biagio Antonacci: lei è immersa nel pianoforte che lui suona. Per realizzare questo video Laura Pausini si è ispirata al dipinto olio su tela Ophelia del pittore inglese John Everett Millais.
Il video viene reso disponibile il 23 novembre 2018 sul canale YouTube della Warner Music Italy e presentato il giorno successivo da Vincenzo Mollica durante il TG1 serale.
Il 25 febbraio 2020 viene pubblicato sul profilo Facebook dell'artista un video con una interpretazione in versione unplugged solista de Il coraggio di andare registrato il 20 ottobre 2017.

## Tracce
1. Il coraggio di andare (feat. Biagio Antonacci) – 3:45 (testo: Tony Maiello, Laura Pausini – musica: Tony Maiello, Marco Salvati, Enrico Palmosi e Marco Rettani)

## Pubblicazioni
Il coraggio di andare viene inserita in una versione Live solista (video) nel DVD di Fatti sentire ancora/Hazte sentir más del 2018.
Il coraggio di andare e El valor de seguir adelante (insieme alla versione strumentale) vengono pubblicati nel box The Singles Collection - Volume 2 edito dalla Atlantic Records nel 2019, commercializzato attraverso il fan club ufficiale dell'artista Laura4u.

## Classifiche
| Classifica (2018)               | Posizione massima |
| ------------------------------- | ----------------- |
| Italia                          | 51                |
| Italia (airplay)                | 17                |
| Italia (airplay italiane)       | 9                 |
| Italia (airplay TV - passaggi)  | 20                |
| Italia (airplay TV - punteggio) | 2                 |

## El valor de seguir adelante
In contemporanea all'uscita di Il coraggio di andare, Laura Pausini ha pubblicato la corrispettiva versione tradotta in lingua spagnola, El valor de seguir adelante, in duetto con Biagio Antonacci, come terzo estratto dall'album Hazte sentir, più precisamente nella riedizione Hazte sentir más solo in Spagna (come 3° singolo).

### Descrizione
Il brano è stato scritto da Tony Maiello e Laura Pausini. Maiello è autore anche delle musiche assieme a Marco Salvati, Enrico Palmosi e Marco Rettani. La canzone viene adattata e tradotta in lingua spagnola da Laura Pausini ed inserita nell'album Hazte sentir, nella sola versione solista. Successivamente, per promuovere il cofanetto Hazte sentir más, composto da CD+DVD+libro, Laura Pausini ha reinterpretato il brano duettando con Biagio Antonacci, inserendo anche la versione duetto nella riedizione.

### Video musicale
Il videoclip è stato diretto da Gaetano Morbioli ed è lo stesso della versione in lingua italiana e reso disponibile il 23 novembre 2018 sul canale YouTube della Warner Music Italy.

### Tracce
1. El valor de seguir adelante (feat. Biagio Antonacci) – 3:45 (testo: Tony Maiello, Laura Pausini – adattamento spagnolo: Laura Pausini – musica: Tony Maiello, Marco Salvati, Enrico Palmosi e Marco Rettani)

## Esibizioni dal vivo
Il brano viene presentato dai due artisti il 12 dicembre 2018 nel programma della TVE Operación Triunfo nella versione spagnola e il 16 dicembre dello stesso anno a Che tempo che fa, su Rai 1, in quella italiana. Inoltre è presente nella scaletta del tour di concerti estivi dei due artisti, tenutosi negli stadi italiani nel 2019.